# Ilana Lewitan
Ilana Lewitan (* 1961 in München) ist eine deutsche Malerin und Objektkünstlerin. Sie lebt und arbeitet in München. Ilana Lewitan verwendet vorzugsweise Acrylfarben, die ihrer vielschichtigen Arbeitsweise am besten entsprechen. Auch Mittel der Fotografie, der digitalen Bildbearbeitung und der Collage sind Medien, die sie in die Malerei integriert. Dabei verlaufen die Grenzen zwischen der figurativen und abstrakten Malerei fließend. Sie ist eine Vertreterin der neuen ästhetischen Avantgarde.

## Leben
Ilana Lewitan ist in München geboren. Dort studierte sie Innenarchitektur und an der TU Architektur. Ab 1988 arbeitete sie in diesen Berufen in New York, zuerst bei Richard Meier Architects & Partners, dann bei Dakota Jackson, aber auch als freischaffende Illustratorin. Anschließend studierte sie bei Hans Daucher und Markus Lüpertz Malerei. Zurück in München konnte sie sich mit mehreren Preisen in Architektur und Design einen Namen machen. Seit 1995 ist sie freischaffende Künstlerin und Mitglied der Künstlergruppe Art25 und seit 2012 Dozentin im österreichischen Geras. 2013 wurde Ilana Lewitan auf der Art Karlsruhe ausgewählt und zeigte einige ihrer neuen Arbeiten. Von ihren Einzelausstellungen sind die in der Kunsthalle Altdorf/Ettenheim mit Hubert Burda Media (2007), die in der Ephrat Gallery, Tel Aviv (2010) und die der im Galerienviertel M50 in Shanghai gelegene FOR ART GALLERY (2011) besonders hervorzuheben; von den Gruppenausstellungen: die Kunstaktion zur dOCUMENTA X in Kassel (1998), die Ausstellungen im Museum of Modern Arts in Astana, Kasachstan (2007), in der Kunsthalle whiteBOX München (2009), in der Pasinger Fabrik (2006), in der Galerie Noah (2011) in Augsburg, die  Begleitausstellung zu den 27. Jüdischen Kulturtagen  München (2013), sowie in der Galerie Monsieur, Paris (2014). Die Künstlerin ist mit dem Psychologen und Buchautor Louis Lewitan verheiratet und hat zwei Töchter.

## Zitate
Man kann den Cubes und Boxes, vor allem dann, wenn man sie mit Lewitans zeitlich parallel entstandenen Malereien auf Leinwand vergleicht, die inzwischen ganz auf fotografische Elemente verzichten, eine schöne Eigenständigkeit zusprechen: Das neue Genre, das mit fotografischen und digitalen Mitteln zu malerischen Wirkungen kommt, ist erwachsen geworden, es entwickelt sich nach eigenen Regeln weiter. Die Boxes und die Cubes haben also nicht nur ihre eigene Technik, sondern auch ihre eigne Motivwelt gefunden, die Verbindungen zur Leinwandmalerei sind gekappt. Und auch aus dem Durchschnitt dessen, was sich derzeit anderswo auf der Welt im Zwischenbereich zwischen Malerei und Objektkunst tut, heben sich Lewitans Bildkästen lebendig heraus.
Dr. Gottfried Knapp, Kunsthistoriker und Autor
Ilana Lewitan bringt Fotografie und malerische Geste zur Synthese. Sie verwendet Fotografien ihrer Familie, jedoch werden sie durch ihre Malerei dominiert. Übermalt und beschnitten wird auch hier die Verschmelzung von fotografischer Abbildung und malerischem Ausdruck betrieben. Es ist jedoch auch eine Verschmelzung von Vergangenheit, Gegenwart und Zukunft, realem Trauma und visionärer Utopie.
Matthias Mühling, Kurator für internationale Gegenwartskunst, Lenbachhaus, München
Seit dem Jahr 2011 hat sich die Künstlerin einer anderen Technik zugewandt: Öl auf Leinwand. Sie erschließt sich dadurch eine andere, langsamere Gangart im Herstellen ihrer Werke. Statt raschem, intuitivem Übermalen verdichtet sie die früher eher zentrifugal, heftig und pastos aufgetragene Farbengestik zu Manifesten beruhigter, auch beruhigender Aussagen. Sie hält aber dabei den Grundzug ihrer Kunst, Geschichten zu erzählen und Erinnerungen zu evozieren, aufrecht. Wenn auch oft faszinierend rätselhaft, nimmt sie in ihren Botschaften an ihre Betrachter zu aktuellen politischen und sozialen Themen Stellung.
Elmar Zorn, Kunsthistoriker und Kurator, München – aus einem Aufsatz aus ARTPROFIL, Heft Nr. 93, Juli 2012

## Ausstellungen

### Einzelausstellungen (Auswahl)
- 2020 Staatliches Museum Ägyptischer Kunst, München[11]
- 2018 Evangelische Stadtakademie, München
- 2017 Galerie am Flughafen, Terminal 2, München
- 2016 Galerie creative mind. Im Westend, München
- 2015 Gedenkstätte für Flüchtlinge, Riehen
- 2014 IAM - International Arts Management, München
- 2014 Galerie Wolkonsky, München
- 2013 Bruce Lurie Gallery, Los Angeles
- 2012 Gasteig, München
- 2012 Clemensstr. 9, Salon für Kultur und Kommunikation, München
- 2012 Galerie/lehmweg33, Hamburg
- 2012 Gallery Haleh, Berg[12]
- 2011 For Art Gallery, M50 Art Community, Shanghai[13]
- 2010 Ephrat Gallery, Tel Aviv
- 2007 Kunsthalle/ehemalige Synagoge Altdorf, Ettenheim
- 2003 Galerie Maendl-Lawrance, München
- 2003 Art Bar Hiscox, München
- 2002 Arte Galerie N, München

### Gruppenausstellungen (Auswahl)
- 2018 Galerie Noah, Augsburg
- 2018 Auktionshaus Neumeister, München
- 2018 Landesvertretung des Freistaats Thüringen beim Bund, Berlin
- 2018 Münchner Forum für Islam e.V., München
- 2018 Kunst an sakralen Orten, Gräfelfing (b. München)
- 2018 Kunstmesse ARTMUC, München
- 2018 Galerie Noah, Augsburg
- 2017 Kunst und Kultur zu Hohenaschau e.V, Aschau im Chiemgau
- 2015 Moses Mendelssohn Akademie, Halberstadt
- 2015 Jüdisches Museum, Rendsburg
- 2015 Haleh Gallery, Berg am Starnberger See
- 2014 Kunstclub, Hamburg
- 2014 SUMMA Art Fair, Madrid
- 2014 Galerie Wolkonsky, München
- 2014 Art Safari, Kunstmesse, Bukarest (Rumänien)
- 2014 Galerie Monsieur, Paris
- 2013 SPSI Art Museum, Shanghai
- 2013 JNA Gallery at Bergamot Station Arts Center, Santa Monica (USA)
- 2013 Braun-Falco Galerie, Jüdische Kulturtage, München
- 2013 Sächsisches Staatsministerium der Justiz und für Europa, Dresden
- 2013 Galerie Kunst und Handel, Graz
- 2013 Art Karlsruhe, Galerie Klaus Lea und Curatorial Partners, Karlsruhe
- 2012 Clemensstraße 9 - Salon für Kunst und Kommunikation, München
- 2011 Brigitte Henninger Art, München
- 2011 Galerie Noah, Augsburg
- 2009 Kunsthalle Whitebox, München
- 2009 Galerie Artneuland, Berlin
- 2009 Brigitte Henninger Art-Galerie, München
- 2009 Museum Kasachstan, Art Forum Kulanshi, Astana (Kasachstan)
- 2006 Pasinger Fabrik, München,
- 2005 Galerie Maendl-Lawrance, München
- 2004 Galerie Maendl-Lawrance, München
- 2003 Galerie im Üblacker-Häusl, München
- 1997 Kunstaktion zur documenta X, Kassel

## Veröffentlichungen
- Christa Sigg: „Hinter dem Horizont“ Jüdische Allgemeine, 26. April 2018[14]
- Susanne Graue: „Affenzirkus – Ilana Lewitan und ihre Kunst“ Blog Life is all about, 10. März 2018[15]
- Alexandra González: „Gegenwärtige Geschichte“ Weltkunst, Ausgabe 121, 2016[16]
- „Ilana Lewitan: Living in a Box“ artla magazine, November 2013[17]
- „Ilana Lewitan: cubes“ Werkverzeichnis der Objekte 2011–2012[18]
- „Ilana Lewitan: Ein befreites, luftiges Spiel mit den Farben“ ARTPROFIL, Ausgabe 93, Juli 2012[19]
- "The Flip Side - Ilana Lewitan, artist of hidden truth and double meaning." The weekly Standard, 18. April 2011, Vol. 16, No. 30[20]
- „Ilana Lewitan (2007–2011)“ Werkverzeichnis über die Jahre 2007–2011[21]
- „Ilana Lewitan“ Medizin+Kunst Nr. 4/2010 vom 1. November 2010[22]